# Aliacmone

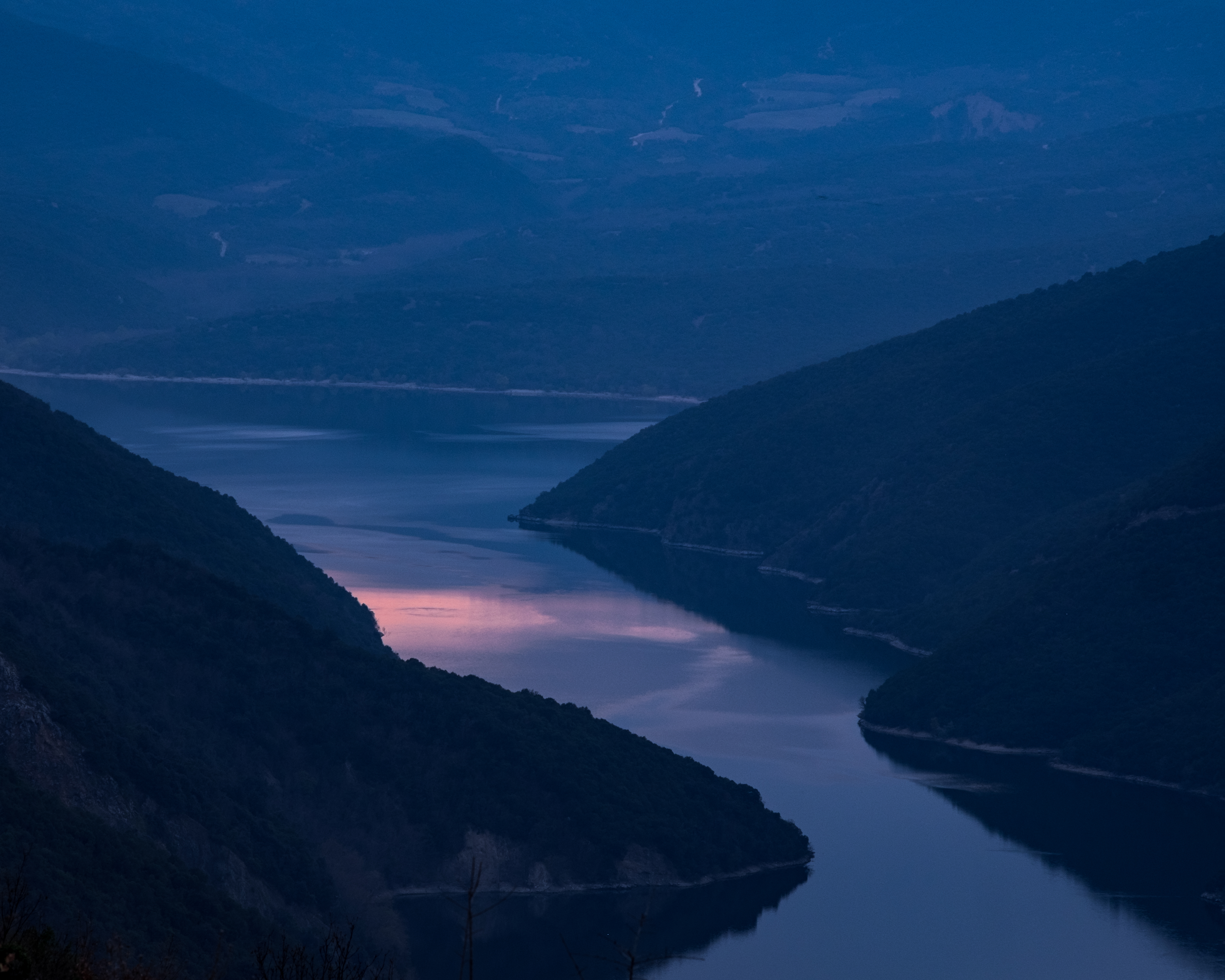

L'Aliacmone (in greco antico: Ἁλιάκμων?, Haliákmōn, o in greco moderno Αλιάκμονας, Aliákmonas; slavo- bulgaro: Bistritsa; turco: İnce Karasu) è il fiume più lungo della Grecia, misurando complessivamente 297 km.

## Idronimo
Aliacmone è il nome tradizionale italiano riferito a questo fiume, ma molte fonti citano la versione del nome (precedentemente ufficiale) in lingua katharevousa, Aliákmon. Oggi, la sola variante ufficiale è il demotico Aliákmonas.

## Percorso
Sorge dalla catena montuosa settentrionale del Pindo, nella Grecia del nord, al confine con l'Albania, prima di scorrere verso sud-est, poi dunque verso nord-est attraverso le periferie della Macedonia Occidentale e Centrale per immettersi nel lago di Kastoria, dentro la diga, sfociando poi nel Golfo Termaico. Bagna un'area estesa, molto importante per l'agricoltura regionale. Il fiume forma la parte occidentale del delta dell'Axios (anche noto con il nome di Vardar), scorrendo nella unità periferiche di Kastoria, Grevena, Kozani, Emazia, e Pieria.

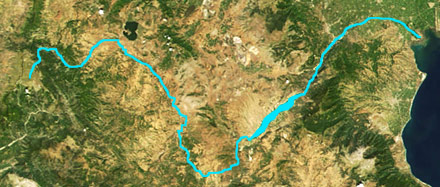
Corso dell'Aliacmone, visto dal satellite terrestre.
(Il corso del fiume è stato evidenziato in blu)

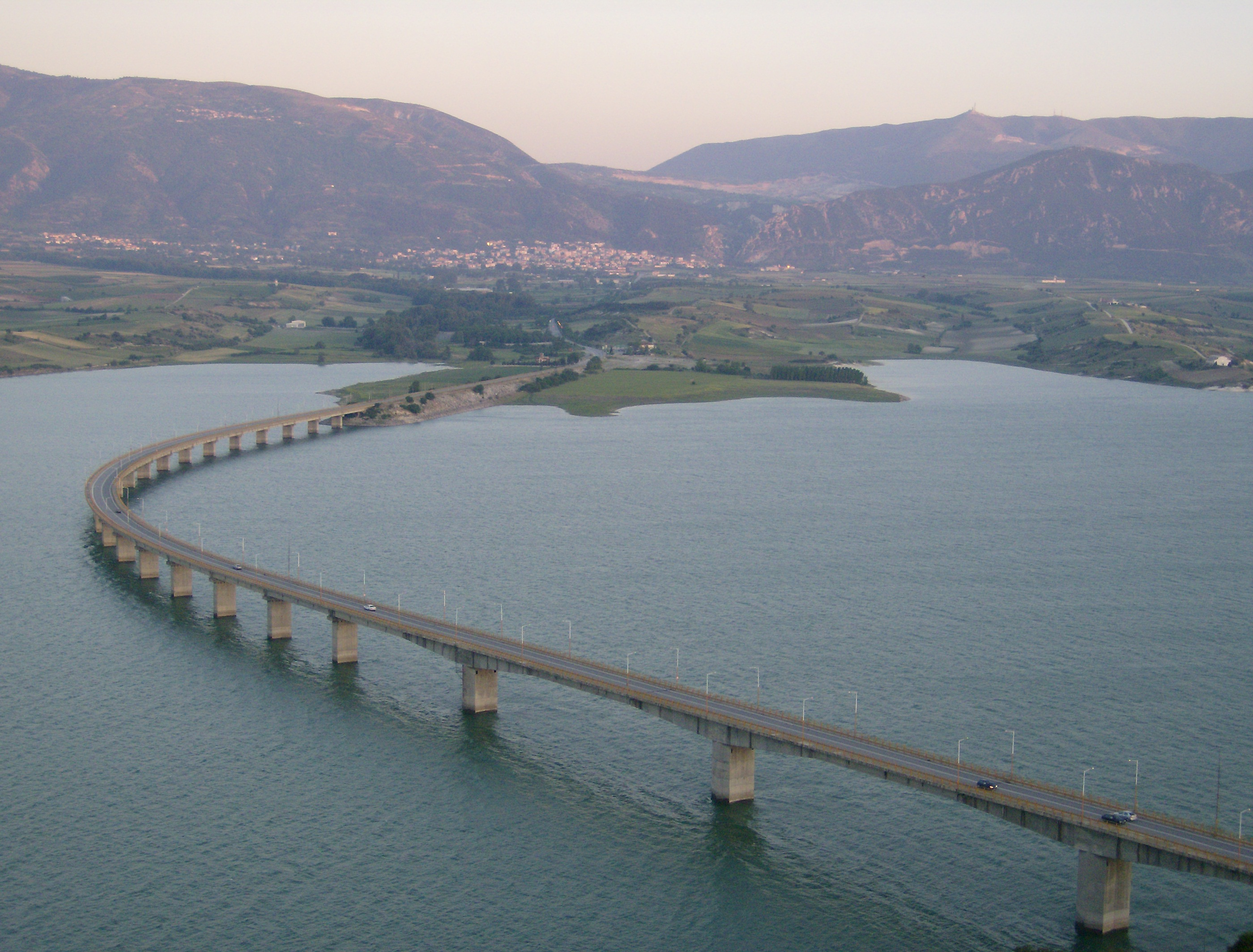
Il ponte (1352 m) su lago artificiale del fiume Aliacmone nell'unità periferica di Kozani.

L'Aliacmone scorre attraverso Kastoria, Neapoli, a ovest di Siatista e nell'unità periferica di Grevena e a est di Grevena, a sud di Kozani e nella diga di Polyfytos (lunga 20 km e 4–5 km circa larga), a sud-est di Aiane, nelle gole e a sud-est di Veria e nord di Aiginio e a nord-est di Metone.

## Storia

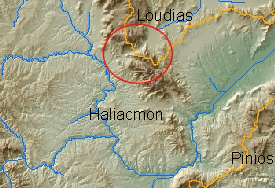
Il varco tra i bacini di Aliacmone e Lidio

Nell'antichità, Claudio Tolomeo chiamava la catena montuosa dove sorgeva il fiume (Pindo settentrionale) Canalovii. Secondo Gaio Giulio Cesare, l'Aliacmone formava la linea di demarcazione tra Macedonia e Tessaglia. Nella parte superiore del suo corso prendeva una direzione verso sud-est, attraversando la regione di Elimiotide; e dunque, continuando verso nord-est, veniva a formare il confine tra Pieria, Eordia ed Emazia. Al tempo di Erodoto l'Aliacmone era apparentemente unito dal Lidio (Loudias) 7, 127, l'emissario del lago di Pella; ma un mutamento avveniva nel corso del Lidio, il quale non più unito all'Aliacmone, finiva per scorrere sfociando direttamente nel Mar Egeo. L'immagine a lato mostra un fenomeno del cosiddetto in lingua inglese wind gap tra gli spartiacque dell'Aliacmone e il Lidio che è probabilmente l'antico corso dell'Aliacmone.
Esso era il regno del dio fluviale omonimo Aliacmone.